# رانیس (زاکسن-آنهالت)
رانیس (به آلمانی: Ranies) یک منطقهٔ مسکونی در آلمان است که در شونبک واقع شده‌است. رانیس ۳۷۸ نفر جمعیت دارد.